# Hoeschpark

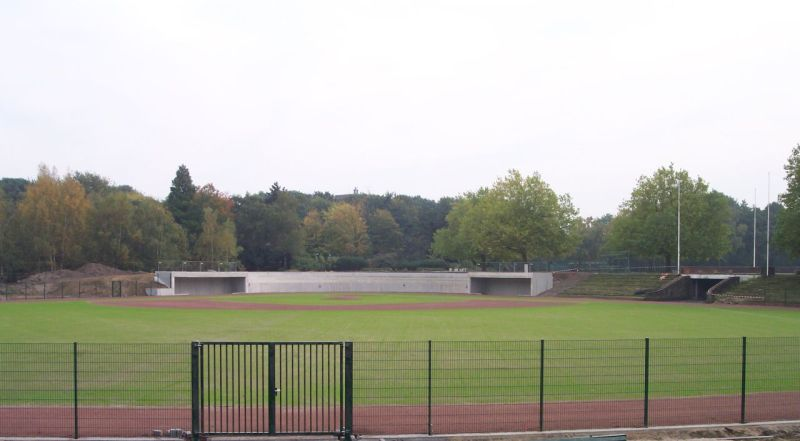
Baseballstadion im Hoeschpark

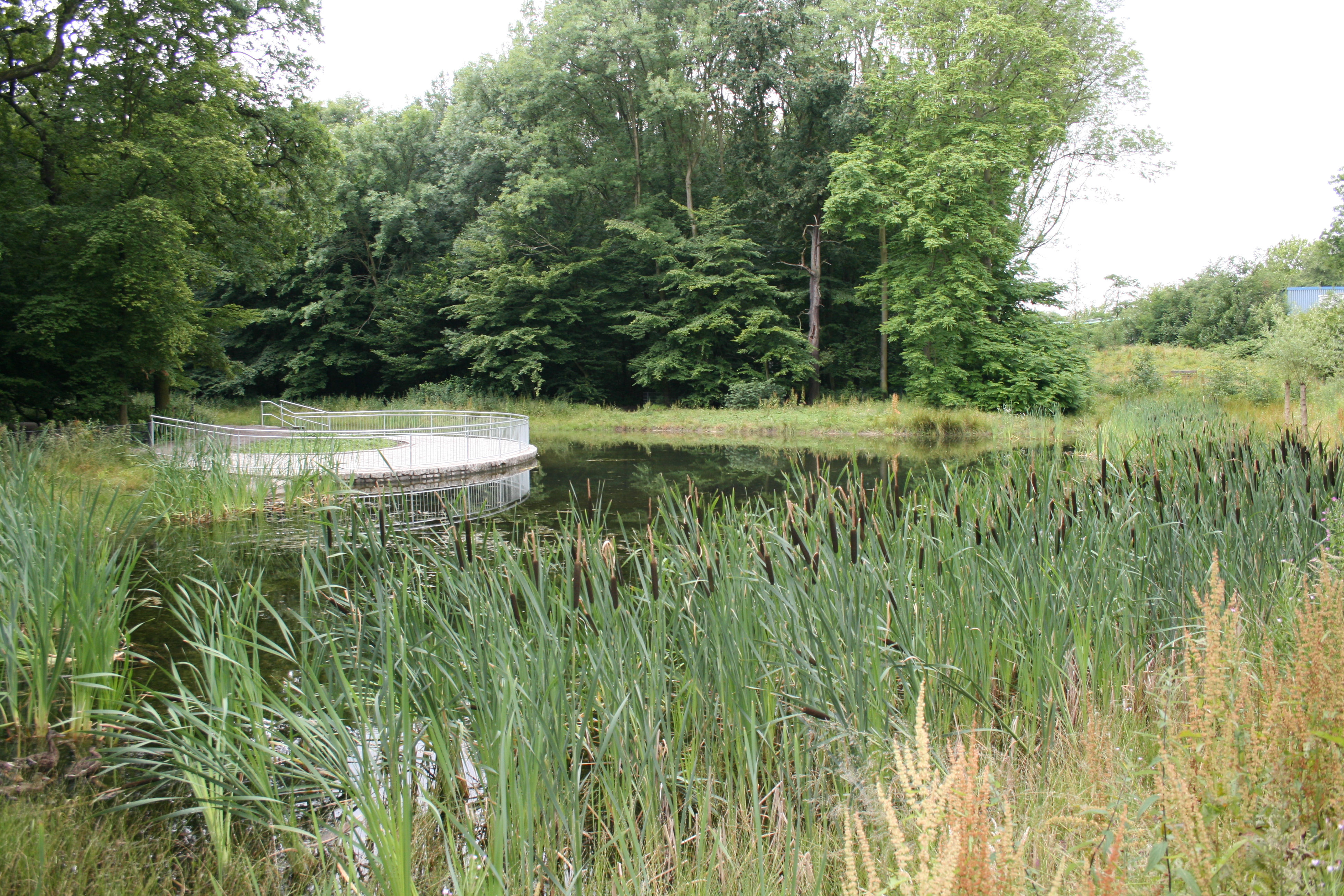
See im Hoeschpark

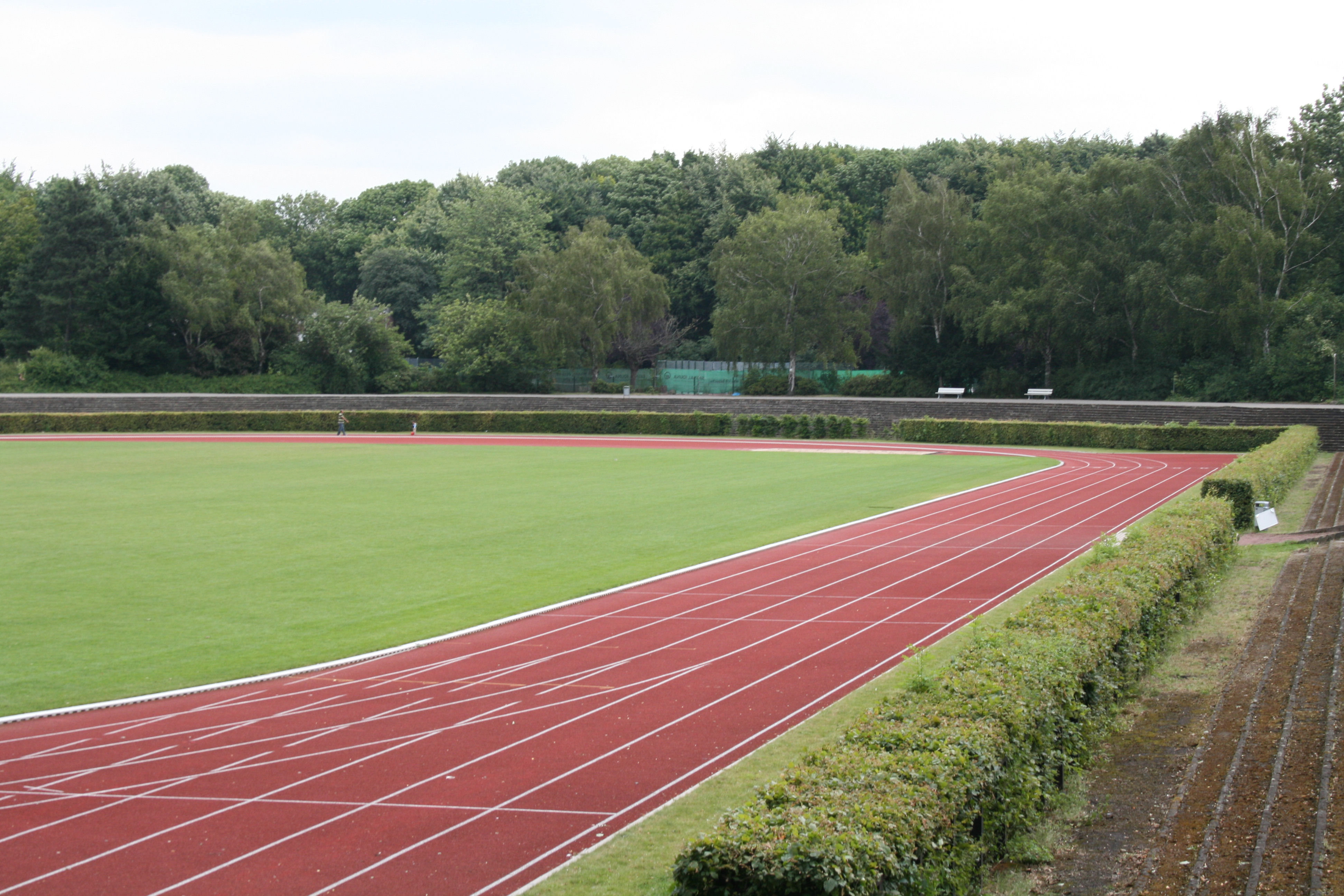
Leichtathletikanlage

Der Hoeschpark ist eine Grünanlage im Dortmunder Norden mit zahlreichen Sportstätten zwischen dem Borsigplatz und der ehemaligen Westfalenhütte der Hoesch Stahl AG.
Ab 1937 errichtete die Deutsche Arbeitsfront nach dem Vorbild des Sportparks Duisburg den Hoeschpark auf dem Gelände der Weißen Wiese. Er diente vorwiegend zur Naherholung der Industriearbeiter und als grüne Lunge des Stadtviertels. Der Hoeschpark wurde im Kriegsjahr 1941 eröffnet.
Das Zentrum bilden eine heute baufällige Radrennbahn, die um einen Rasenplatz herumführt, und das Warmwasserfreibad Stockheide, auch Hoeschbad genannt, das mit der Abwärme des Hüttenwerks betrieben wurde. Daneben runden eine Tennisanlage, weitere Sportplätze, Kinderspielplätze und Gastronomie das Angebot ab.
Nach der Übernahme des Hoesch-Konzerns durch die Thyssen Krupp Stahl AG sind das Gelände des Hoeschparks und das Freibad Stockheide im Mai 2004 für zwei Millionen Euro an die Stadt Dortmund übergegangen.
Nach Beginn der Sanierung der alten Sportanlagen wurde im Mai 2006 im Innenkreis der ehemaligen Radrennbahn ein Multifunktionsfeld eröffnet, das vor allem den Base- und Softballmannschaften der Dortmund Wanderers eine Heimat bieten soll. Anfang 2007 wurde das Baseballstadion um eine Flutlichtanlage ergänzt, sodass das Stadion nun internationalen Ansprüchen gerecht wird. Am 20. Juni 2007 fand hier ein Freundschaftsländerspiel zwischen Australien und Deutschland statt.
Gleich nebenan wurde ein kleines Leichtathletikstadion mit vier Rundbahnen sowie Sprung- und Wurfanlagen errichtet. Dort trainieren vor allem Athleten der LG Olympia Dortmund. Weiterhin existieren zwei Kunstrasenplätze mit Flutlichtanlage sowie ein Kleinspielfeld.
Durch eine Verlängerung eines Kunstrasenplatzes um sechs Meter zählt American Football seit 2015 zum Sportangebot des Hoeschparks. Der Sportplatz ist aktuell Spielstätte der Dortmund Giants.
Im Jahr 2020 wurde eine erneute Sanierung begonnen. Neben einer 1,2 km langen Laufstrecke mit verschiedenen Trimm-Dich Elementen wurden ein Outdoor Gym und Basketballplätze im Osten des Parks angelegt. Ebenfalls Teil der Sanierung sind neue Gestaltungselemente sowie die Renovierung des Tennisheims und der Umbau der ehemaligen DO-BO-Villa, einem Nachtclub.
Der Hoeschpark ist als Baudenkmal in die Denkmalliste der Stadt Dortmund eingetragen.